# Cap21
Громадянство, дія, участь за XXI століття — французька невелика політична партія екологістів. 

## Історія
Була заснована в 1996 Корінн Лепаж як політичний дискусійний клуб, який в 2000 був перетворений в партію. Лепаж брала участь в президентських виборах 2002 року, де отримала 1,88% голосів. 2007 року партія підтримувала Франсуа Байру на президентських виборах і його Демократичний рух на наступних парламентських виборах, проте жоден з 20 кандидатів партії не був обраний.